# Lijst van voetbalinterlands Bolivia - Jamaica
Deze lijst van voetbalinterlands is een overzicht van alle officiële voetbalwedstrijden tussen de nationale teams van Bolivia en Jamaica. De landen speelden tot op heden drie keer tegen elkaar. De eerste ontmoeting, een vriendschappelijke wedstrijd, werd gespeeld in Oruro op 23 maart 1997. Het laatste duel, eveneens een vriendschappelijke wedstrijd, vond plaats op 26 januari 2001 in Miami (Verenigde Staten).

## Wedstrijden
| № | Plaats         | Datum           | Competitie        | Wedstrijd         | Uitslag |
| - | -------------- | --------------- | ----------------- | ----------------- | ------- |
| 1 | Oruro          | 23 maart 1997   | Vriendschappelijk | Bolivia – Jamaica | 6 – 0   |
| 2 | Guatemala-Stad | 3 maart 1999    | Vriendschappelijk | Jamaica – Bolivia | 0 – 0   |
| 3 | Miami          | 26 januari 2001 | Vriendschappelijk | Jamaica – Bolivia | 3 – 0   |

## Samenvatting
| Competitie        | Totaal gespeeld | Winst Bolivia | Gelijk | Winst Jamaica | Doelsaldo Bolivia – Jamaica |
| ----------------- | --------------- | ------------- | ------ | ------------- | --------------------------- |
| Vriendschappelijk | 3               | 1             | 1      | 1             | 6 – 3                       |
| Totaal            | 3               | 1             | 1      | 1             | 6 – 3                       |

Wedstrijden bepaald door strafschoppen worden, in lijn met de FIFA, als een gelijkspel gerekend.

## Details

### Eerste ontmoeting
| Vriendschappelijk (Oruro, Bolivia, 23 maart 1997): |              |                                  |
| Bolivia | 6 – 0        | Jamaica                          |
| Óscar Sánchez 13' Mauro Blanco 23' Juan Berthy Suárez 26' Óscar Sánchez 62' Juan Berthy Suárez 77' Mauro Blanco 86'                                                                    | goals        |                                  |
| Antonio López | bondscoach   | René Simões                      |
| Mauricio Soria Iván Castillo Marco Antonio Sandy 46' Miguel Rimba Óscar Sánchez Sergio Castillo 46' Milton Melgar Mauro Blanco Limberg Gutiérrez 46' Juan Berthy Suárez Miguel Mercado | opstellingen |                                  |
| Rafael Salguero 46' Demetrio Angola 46' Gonzalo Galindo 46' | wissels      |                                  |
| | gele kaarten |                                  |
| | rode kaarten | ??' Onandi Lowe ??' Ian Goodison |
| - Debuut van Mauro Blanco (The Strongest) voor Bolivia. |              |                                  |

### Tweede ontmoeting
| Vriendschappelijk (Guatemala-Stad, Guatemala, 3 maart 1999): |              | |
| Jamaica | 0 – 0        | Bolivia |
| | goals        | |
| René Simões | bondscoach   | Héctor Veira |
| Aaron Lawrence Christopher Dawes Steve Malcolm ??' Clifton Waughn Ian Goodison Winston Griffith ??' Steve Green Fabian Davis Garth Peterkin Theodore Withmore Ricardo Fuller ??' | opstellingen | Marco Barrero ??' Fernando Ochoaizpur Marco Sandy Miguel Rimba Oscar Sánchez Vladimir Soria ??' Mauricio Ramos Milton Coimbra Sergio Castillo Iván Castillo ??' Roger Suárez |
| Robert Scarlett ??' Kevin Deer ??' Anthony Curtis ??' | wissels      | ??' Richard Uriona ??' Marco Etcheverry ??' Jaime Moreno |

### Derde ontmoeting
| Vriendschappelijk (Miami, Verenigde Staten, 26 januari 2001): |              | |
| Jamaica | 3 – 0        | Bolivia |
| Onandi Lowe 31' Deon Burton 59' Andrew Williams 75' | goals        | |
| Clovis de Oliveira | bondscoach   | Carlos Aragonés |
| Aaron Lawrence Tyrone Marshall Ian Goodison Christopher Dawes Linval Dixon Ricardo Gardner Theodore Whitmore 76' Darryl Powell Andrew Williams 88' Onandi Lowe 86' Deon Burton 71' | opstellingen | Mauricio Soria Sergio Castillo Marcos Francisquine 46' José Loayza Percy Gil Lorgio Álvarez Raúl Justiniano Franz Calustro Raúl Gutiérrez Martín Menacho Líder Paz |
| Ricardo Fuller 71' William Wilson 76' Fabian Taylor 86' Omar Daley 88' | wissels      | 46' Juan Carlos Farah |